# Igor Prieložný
Igor Prieložný  (* 25. Februar 1957 in Trnava, Tschechoslowakei) ist ein ehemaliger slowakischer Volleyballspieler und heutiger -trainer.

## Karriere
Prieložný bestritt 287 Spiele für die Nationalmannschaft der Tschechoslowakei und war mit 2,01 m Körpergröße ein Weltklassespieler als Außenangreifer. Höhepunkte seiner Länderspielkarriere waren der zweite Platz bei der Universiade 1977 in Sofia, der fünfte Platz bei der WM 1978 in Italien, der siebte Platz bei den Olympischen Spielen 1980 in Moskau, die Vize-Europameisterschaft 1985 in den Niederlanden und der dritte Platz beim Weltpokal 1985 in Japan.
In der Tschechoslowakei spielte er für Slavia und Roter Stern Bratislava, wo er auch Spielertrainer war. In Deutschland war er ab 1987 Spielertrainer bei der TuS Kriftel.
Nach Beendigung seiner aktiven Laufbahn wurde er 1989 Trainer beim Bundesligisten VfB Friedrichshafen. Parallel hierzu war er Co-Trainer der deutschen Nationalmannschaft der Männer. Von 1990 bis 1994 war er hauptamtlicher Bundestrainer. Seine größten Erfolge hier waren zwei vierte Plätze bei den Europameisterschaften 1991 und 1993, die Weltliga-Teilnahme 1992, 1993 und 1994 sowie ein neunter Platz bei der Weltmeisterschaft 1994 in Griechenland. Seine weiteren Trainerstationen waren der TV Düren, die österreichische Nationalmannschaft, Hotvolleys Wien, der Schweizer Verein MTV Näfels, der polnische Verein Jastrzębie Borynia, die tschechische Nationalmannschaft und der polnische Verein Jastrzębski Węgiel. 2011/12 betreute er den deutschen Bundesligisten RWE Volleys Bottrop und 2012/13 die Mannschaft des saudi-arabischen Vereins Al-Nasr Dubai. Seit der Saison 2018/19 ist er in seiner slowakischen Heimat als Co-Trainer von Slavia Bratislava aktiv und betreut in dem Verein auch Jugendmannschaften.